# Pif (conduttore televisivo)
Pif, pseudonimo di Pierfrancesco Diliberto (Palermo, 4 giugno 1972), è un conduttore televisivo, autore televisivo, sceneggiatore, scrittore, regista, attore e conduttore radiofonico italiano.

## Biografia
Figlio del regista Maurizio Diliberto e della maestra di scuola elementare Mariolina Caruso, fin dall'età di dieci anni comincia ad appassionarsi al cinema. Dopo aver frequentato il liceo scientifico all'Istituto Salesiano Don Bosco Ranchibile, decide di non iscriversi all'università, ma si sposta a Londra dove partecipa ad alcuni corsi di Media Practice. Assiste Marco Tullio Giordana alla regia del film I cento passi (2000), dedicato all'attivista antimafia Peppino Impastato e vincitore di quattro David di Donatello e di un premio alla Mostra di Venezia. Sempre nel 1998 a Milano partecipa ad un concorso di Mediaset, diventando autore televisivo. Nel 2001 comincia un ruolo come autore di Candid & Video Show su Italia 1, e poi più attivamente - prima come autore, poi come inviato - del programma Le Iene, dove è spesso andato a feste della Lega Nord come inviato o in Sicilia nei panni di un abitante dell'Italia settentrionale e, nel 2007, diventa VJ per MTV presentando parte dell'MTV Day 2007.

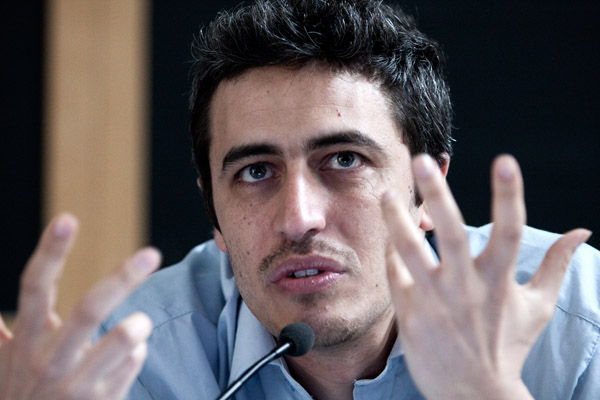
Pif nel 2009

Il soprannome "Pif" gli viene dato dalla "Iena" Marco Berry nel corso di un viaggio di lavoro. Nel 2007 dà vita al suo primo programma individuale, Il testimone, sempre su MTV. Il 2011 lo vede impegnato con Il testimone Vip, programma che racconta da vicino i dettagli di vita quotidiana di personaggi legati a sport, politica e spettacolo. Sempre nello stesso anno aderisce attivamente alla campagna pubblicitaria di MTV Io voto. A maggio del 2012, in commemorazione dei 20 anni dalla morte di Giovanni Falcone e Paolo Borsellino, ha pubblicato il racconto Sarà stata una fuga di gas in Dove Eravamo. Vent'anni dopo Capaci e via D'Amelio, AA.VV. (Caracò Editore). Il 27 ottobre 2013 ha tenuto un discorso sul palco della Leopolda a Firenze, durante la manifestazione organizzata dal sindaco Matteo Renzi, attaccando Rosy Bindi, a proposito delle sue affermazioni sulla mafia, e Vladimiro Crisafulli.
Nel frattempo, dopo aver esordito come attore nel film Pazze di me ha debuttato alla regia cinematografica dirigendo il film La mafia uccide solo d'estate, commedia drammatica prodotta dalla Wildside e ambientata a Palermo che ripercorre le vicende malavitose di Cosa nostra in Sicilia durante il XX secolo; la pellicola viene distribuita nelle sale cinematografiche dalla 01 Distribution nell'autunno dello stesso anno. Nel febbraio 2014 prende parte al Festival di Sanremo condotto da Fabio Fazio e Luciana Littizzetto curando l'anteprima di ogni serata della kermesse chiamata Sanremo & Sanromolo. Dal marzo dello stesso anno è il nuovo testimonial della TIM, venendo affiancato dal 2016, in occasione del rebranding del logo, da Fabio Fazio e Tim Berners-Lee. Dal settembre 2014 conduce su Radio 2 il programma I provinciali con Michele Astori. Il 16 gennaio 2016, viene annunciata la notizia che sarebbe stato conduttore del programma Le Iene affiancando alla conduzione Nadia Toffa il giovedì. Nel 2016 realizza il suo secondo lungometraggio In guerra per amore che viene presentato tra le anteprime della Festa del Cinema di Roma.

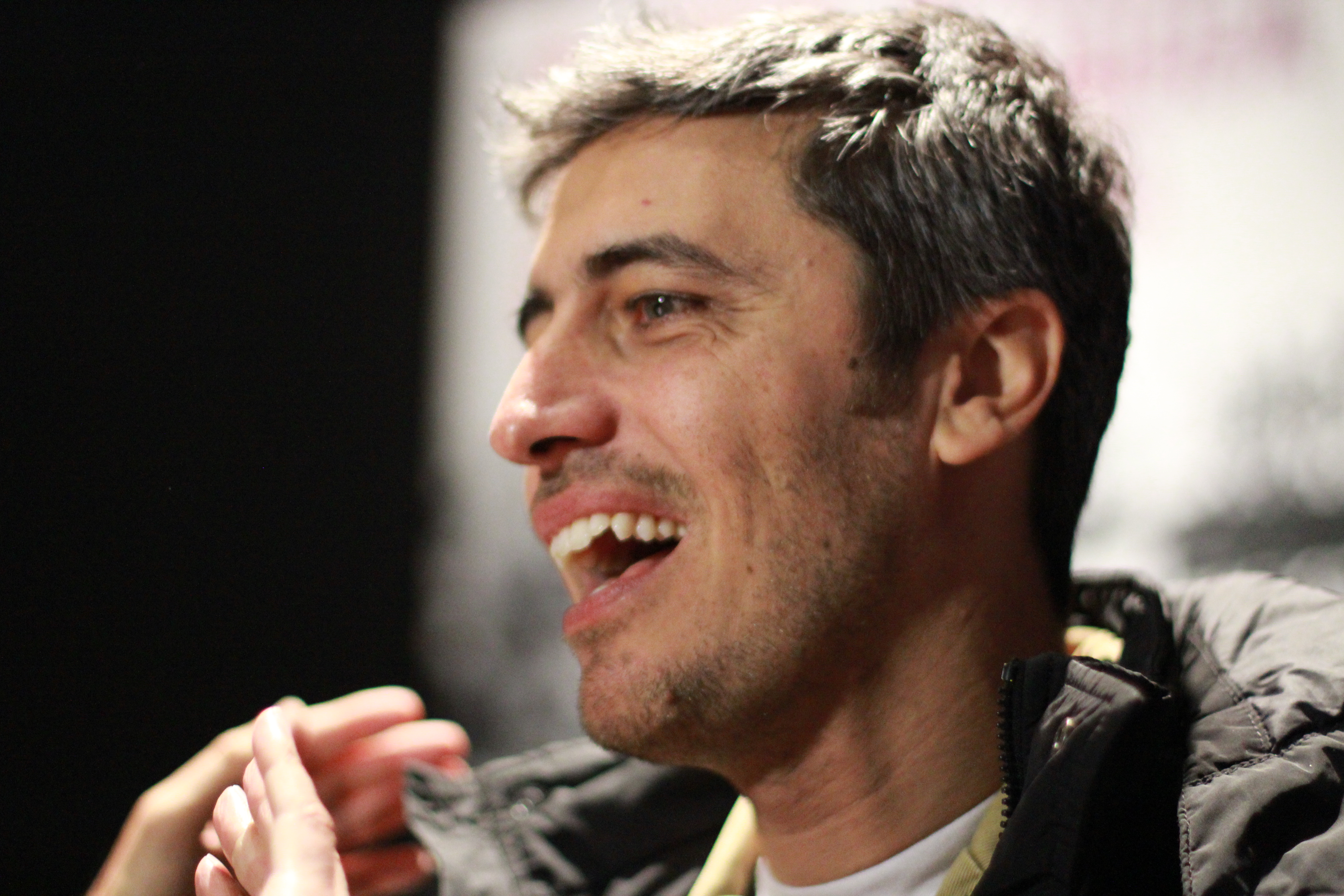
Pif nel 2014

Il 21 febbraio 2017 partecipa a una manifestazione presso la sede della Presidenza della Regione Siciliana, organizzata da persone siciliane con disabilità, volta ad ottenere un incremento dei fondi regionali destinati all'assistenza di 3600 persone disabili. In tale occasione, piuttosto infervorato, Pif telefona al presidente regionale in carica, Rosario Crocetta (PD), chiedendo lo stanziamento delle risorse o, in alternativa, le sue dimissioni. A questa telefonata, il cui video è diventato subito virale, è seguito un incontro in cui Pif ha chiesto date e scadenze certe.
Il 23 maggio 2017 ha partecipato assieme a Fabio Fazio e Roberto Saviano alla trasmissione di Rai 1 Falcone e Borsellino, in occasione del 25º anniversario delle stragi di Capaci e di via D'Amelio, entrambe compiute da Cosa Nostra. Le tre ore di trasmissione hanno ospitato personaggi di rilievo: il Presidente della Repubblica Sergio Mattarella, il Presidente del Senato Piero Grasso, Don Luigi Ciotti, Carmen Consoli, Pierfrancesco Favino, Beppe Fiorello, Fiorella Mannoia, Nicola Piovani, Michele Placido, Luca Zingaretti. L'evento si è svolto tra il Palazzo di Giustizia, l'Aula Bunker, la biblioteca di Casa Professa, gli scogli dell'Addaura, la spiaggia di Mondello, la Questura, l'ufficio di Falcone, quello di Borsellino, la piscina comunale, via Notarbartolo (casa di Falcone) e l'albero di Falcone, via D'Amelio (casa della madre di Borsellino), terminando poi sul luogo dell'attentato, prima dello svincolo per Capaci, dove sorgono le stele commemorative, inaugurando il sottostante nuovo giardino Quarto Savona 15 (dal nome delle pattuglie di Polizia con le auto Croma della scorta di Falcone), dove erano presenti i familiari delle vittime.
Nel 2018 ha pubblicato il suo primo romanzo, ...che Dio perdona a tutti, mentre quattro anni dopo, nel 2022, il secondo, ovvero La disperata ricerca d'amore di un povero idiota. Intanto, nel 2019 ha preso parte al film Momenti di trascurabile felicità.

## Origini
È un lontano discendente dello scultore danese Bertel Thorvaldsen, il quale risiedette in Italia per numerosi anni tra il 1798 e il 1838 e la cui figlia, Elisa Sophia Carlotta (Roma 1813 - Albano 1870), avuta con Anna Maria von Uhden (nata Magnani) e da lui legittimata (Thorvaldsen, infatti,  non si sposò mai), contribuì a generare la discendenza rintracciabile sia in Sicilia sia negli Stati Uniti.

## Vita privata
È legato sentimentalmente a Nabila Ben Chahed, che non fa parte del mondo dello spettacolo, con la quale ha una figlia, Emilia, nata nel 2020.
Dal 2011 al 2016 ha avuto una relazione con Giulia Innocenzi.

## Filmografia

### Attore

#### Cinema
- Pazze di me, regia di Fausto Brizzi (2013)
- La mafia uccide solo d'estate, regia di Pif (2013)
- Ridendo e scherzando, regia di Paola e Silvia Scola (2015)
- In guerra per amore, regia di Pif (2016)
- Momenti di trascurabile felicità, regia di Daniele Luchetti (2019)
- E noi come stronzi rimanemmo a guardare, regia di Pif (2021)

#### Televisione
- Un posto al sole (Rai 3, puntata del 19 febbraio 2013, cameo durante le riprese di una puntata di Il testimone)[15]
- Call My Agent - Italia (Sky Serie, episodio 1x02, 2023)

### Regista
- La mafia uccide solo d'estate (2013)
- In guerra per amore (2016)
- E noi come stronzi rimanemmo a guardare (2021)

### Assistente alla regia
- I cento passi, regia di Marco Tullio Giordana (2000)

### Sceneggiatore e narratore
- La mafia uccide solo d'estate (serie TV) (2016-2018)

## Programmi televisivi
- Candid & Video Show (Italia 1, 2000)
- Le iene (Italia 1, 2000-2011, 2016) [16]
- Il testimone (MTV, 2007-2016; TV8, 2016-2017; Sky Documentaries, 2021)
- Io voto (MTV, 2012)
- Sanremo & Sanromolo (Rai 1, 2014)
- MTV Italia Awards (MTV, 2014)
- B.O.A.T.S. - Based On A True Story (Deejay TV, 2015)
- Falcone e Borsellino (Rai 1, 2017)
- Caro Marziano (Rai 3, 2017, dal 2023)
  - Caro Marziano - Speciale Natale (Rai 3, 2024)
- Danza con me (Rai 1, 2018-2019)
- Il candidato va alle elezioni (TV8, 2018)

### Documentari
- Roberto Saviano: uno scrittore sotto scorta (Rai 3, 2016)

## Radio
- I provinciali (Radio 2, 2014-2018)
- I sopravvissuti (Radio Capital, 2020-2024)[17]

## Pubblicità
- TIM (2014-2016)

## Doppiaggio
- Il Re in Il piccolo principe
- Narratore in La marcia dei pinguini - Il richiamo
- Voce narrante di Salvatore (Salvuccio) Giammarresi da adulto in La mafia uccide solo d'estate

## Opere letterarie
- Piffettopoli. Le fatiche di un quasi vip, Milano, Zero91, 2007, ISBN 978-88-95381-02-2.
- AA.VV., Sarà stata una fuga di gas, in Dove Eravamo. Vent'anni dopo Capaci e via D'Amelio, Napoli, Caracò, 2012, ISBN 978-88-97567-08-0.
- ...che Dio perdona a tutti, Milano, Feltrinelli, 2018, ISBN 978-88-07-03313-1.
- Pif, Marco Lillo, Io posso: due donne sole contro la mafia, Milano, Feltrinelli, 2021, ISBN 978-88-07-173950.
- Pif, La disperata ricerca d’amore di un povero idiota, Milano, Feltrinelli, 2022, ISBN 978-88-07-034640.

## Riconoscimenti

### David di Donatello
- 2014 - Candidatura miglior film per La mafia uccide solo d'estate
- 2014 - Miglior regista esordiente per La mafia uccide solo d'estate
- 2014 - Candidatura alla migliore sceneggiatura per La mafia uccide solo d'estate
- 2014 - David giovani per La mafia uccide solo d'estate
- 2017 - Candidatura alla migliore sceneggiatura originale per In guerra per amore
- 2017 -  David giovani per In guerra per amore

### European Film Awards
- 2014 - Miglior film commedia per La mafia uccide solo d'estate

### Nastro d'Argento
- 2014 - Miglior regista esordiente per La mafia uccide solo d'estate
- 2014 - Miglior soggetto per La mafia uccide solo d'estate

### Altri
- 2013 - Torino film festival Premio del pubblico
- 2014 - Bari International Film Festival Premio per la miglior opera prima e seconda
- 2014 - Ciak d'oro Alice/Giovani per La mafia uccide solo d'estate
- 2014 - Globo d'oro alla miglior sceneggiatura per La mafia uccide solo d'estate